# Geten
|  | Dieser Artikel oder Abschnitt wurde wegen inhaltlicher Mängel auf der Qualitätssicherungsseite der Redaktion Geschichte eingetragen (dort auch Hinweise zur Abarbeitung dieses Wartungsbausteins). Dies geschieht, um die Qualität der Artikel im Themengebiet Geschichte auf ein akzeptables Niveau zu bringen. Dabei werden Artikel gelöscht, die nicht signifikant verbessert werden können. Bitte hilf mit, die Mängel dieses Artikels zu beseitigen, und beteilige dich bitte an der Diskussion! |

Die Geten oder Getai waren ein indogermanisches Reitervolk, das im Altertum westlich des Schwarzen Meeres lebte.

## Griechische Zeit
Die Geten siedelten ab dem 5. Jahrhundert v. Chr. westlich des Schwarzen Meeres zwischen dem Ister (Unterlauf der Donau) und dem östlichen Balkan, im Gebiet zwischen dem heutigen Moldawien und Ost-Bulgarien. Sie siedelten auch beiderseits der unteren Donau (Dobrudscha und Bessarabien).
Entlang der Schwarzmeerküste gründeten die Griechen Handelskolonien und Stadtstaaten, darunter 657 v. Chr. Istros und Kallatis sowie 550 v. Chr. Tomis. Das Volk der Geten wird erstmals vom griechischen Historiker Herodot erwähnt. Im entstehenden Handel tauschten die geto-dakischen Stämme griechische Luxusartikel, Wein und Öl gegen Getreide, Honig und Wachs. Die Geten kannten bereits die Eisenverhüttung und -verarbeitung zu Waffen, Arbeitsgeräten und Schmuck, hinterließen aber keine Schriften. Das Wissen über sie stammt weitgehend aus altgriechischen und römischen Quellen.
Zur Zeit des Lysimachos war Dromichaites König. Laut Strabon tauchten ab ca. 200 v. Chr. Bastarnen und Skiren im Siedlungsgebiet der Geten und Daker auf.

## Dakische Zeit
König Burebista (82/61–45/44 v. Chr.) vereinigte die Siedlungsgebiete der Daker und Geten größtenteils im Dakerreich. Um 50 v. Chr. eroberte er die griechischen Stadtstaaten an der Schwarzmeerküste. Er wurde von lokalen dakischen Fürsten ermordet. Nach seinem Tod zerfiel sein Reich.
Antike Autoren zählten die Geten zu den Thrakern, die friedliche Beziehungen zu verschiedenen Stämmen der Germanen, Sarmaten, sowie zu den Pannoniern, Illyrern und Epiroten pflegten. Apollon und Dionysus wurden verehrt. Ein weiter nördlich angesiedelter Stamm namens Hyperborea sandte regelmäßig Opfergaben an das Apoll-Heiligtum der Daker sowie an Heiligtümer im Gebiet des Epirus. Eine baltische und an der Oder beginnende Bernsteinstraße führte nach Thrakien und wurde jahrhundertelang intensiv genutzt.
Der letzte dakische König war Decebalus (ca. 85–105 n. Chr.).

## Römisches Reich und Völkerwanderung
Während und nach der Römerherrschaft (106–270 n. Chr.) vermischten sich die Geten und Daker mit Einwanderern unterschiedlichster Herkunft. Vor allem rumänische Ethnologen sind der Ansicht, dass sie die Basis des heutigen rumänischen Volkes bilden. Weitere Anteile des rumänischen Volkes kamen mit der Völkerwanderung und den Wanderungswellen des 3. bis 8. Jahrhunderts hinzu. Dazu gehören unter anderem Goten, Hunnen, Slawen und Awaren.

## Verschwinden und Nachleben der Geten
Der Volksname der Geten ging in den ersten nachchristlichen Jahrhunderten in den Dakern auf und verschwand damit aus der Geschichtsschreibung. Die dako-thrakische Sprache gilt als ausgestorben. Die Bezeichnung „Geten“ hat sich jedoch in den geografischen Bezeichnungen „Getische Vorkarpaten“ (rumänisch Subcarpații Getici), „Getische Hochebene“ und der angrenzenden „Getischen Tiefebene“ erhalten.
Im geto-dakischen Gebiet, der späteren Fürstentümer Walachei, Moldau und Siebenbürgen oder Transsilvanien entwickelte sich die Dakorumänische Sprache. Die Dako-romanische Kontinuitätstheorie befasst sich mit der Ethnogenese des rumänischen Volkes.
Der mittelalterliche polnische Chronist Wincenty Kadłubek, hielt die Jatwinger für Geten und erklärte, ihr heidnischer Glaube sei allen Geten gemein (Ėst enim omnium Getharum communis dementia).
Rechtsextremistische Splittergruppen in Rumänien  fordern seit den 90er Jahren die Umbenennung Rumäniens in „Getien“.